# Newburgh Heights (Ohio)
Pour les articles homonymes, voir Newburgh Heights.
Newburgh Heights est un village américain situé dans le comté de Cuyahoga, dans l’Ohio. Selon le recensement de 2010, sa population est de 2 167 habitants.